# Briefmarken-Jahrgang 1993 der ukrainischen Post
Der Briefmarken-Jahrgang 1993 der ukrainischen Post war der zweite Jahrgang der ukrainischen Post, nachdem die Ukraine mit Auflösung der Sowjetunion im Dezember 1991 ihre staatliche Unabhängigkeit erlangt hatte.

## Liste der Gedenkmarken
| Nr. Michel-Nr. | Bild | Beschreibung                                                          | Postwert       | Ausgabedatum  | Auflagezahl | Entwurf                      |
| -------------- | ---- | --------------------------------------------------------------------- | -------------- | ------------- | ----------- | ---------------------------- |
| № 35 Mi 95     |      | historisches Wappen von Lwiw                                          | 3 Karbowanez   | 15. Feb. 1993 | 1.000.000   | O. W. Snarskyj               |
| № 36 Mi 96     |      | historisches Wappen von Kiew                                          | 5 Karbowanez   | 15. Feb. 1993 | 1.000.000   | O. W. Snarskyj               |
| № 37 Mi 97     |      | Jossyf Slipyj – Kardinal                                              | 15 Karbowanez  | 17. Feb. 1993 | 200.000     | A. Betschker, R. I. Saryzkyj |
| № 38 Mi 98     |      | 75. Jahrestag des ersten internationalen Postfluges in die Ukraine    | 35 Karbowanez  | 31. März 1993 | 200.000     | A. Betschker                 |
| № 39 Mi 99     |      | 75. Jahrestag des ersten internationalen Postfluges in die Ukraine    | 50 Karbowanez  | 31. März 1993 | 200.000     | A. Betschker                 |
| № 40 Mi 100    |      | Frohe Ostern                                                          | 15 Karbowanez  | 18. Apr. 1993 | 200.000     | W. I. Dwornyk                |
| № 41 Mi 101    |      | Erklärung der Menschenrechte                                          | 5 Karbowanez   | 11. Juni 1993 | 210.000     | W. I. Dwornyk                |
| № 42 Mi 102    |      | 60. Jahrestag des Holodomor in der Ukraine                            | 75 Karbowanez  | 12. Sep. 1993 | 1.000.000   | W. E. Perewalskyj            |
| № 43 Mi 103    |      | 75. Jahrestag der ersten ukrainischen Briefmarken. Tag der Briefmarke | 100 Karbowanez | 9. Okt. 1993  | 1.000.000   | Jurij Lohwyn                 |
| № 44 Mi 104    |      | 50. Jahrestag der Befreiung Kiews von den Nazis                       | 75 Karbowanez  | 6. Nov. 1993  | 1.000.000   | S. S. Bjeljajew              |

## Liste der Dauermarken
| Nr. Michel-Nr. | Bild | Beschreibung | Postwert       | Ausgabedatum  | Auflagezahl | Entwurf      |
| -------------- | ---- | --- | -------------- | ------------- | ----------- | ------------ |
| № 45 Mi 105    |      | Mähen in Nordbukowina: Ein Bauer mäht das Gras, der zweite schärft mit einem Holzklotz das Sensenblatt.                                                                                                 | 50 Karbowanez  | 18. Dez. 1993 | 40.500.000  | Jurij Lohwyn |
| № 46 Mi 106    |      | Slobozhansky Chumaks auf der Straße von der Krim: Fünf beladene Karren, von Ochsen gezogen begleitet von den Chumaks, fahren an einer auf einem Hügel stehenden „Steinweib“ vorbei.                     | 100 Karbowanez | 18. Dez. 1993 | 40.450.000  | Jurij Lohwyn |
| № 47 Mi 107    |      | Hirte mit einer Schafherde im Süden der Ukraine in Tawrija: Er trägt gewöhnliche Kleidung, eine Pelzmütze und einen Hirtenstab. Dabei spielt er Flöte. Am Horizont ist ein Hügel mit einem „Steinweib“. | 150 Karbowanez | 18. Dez. 1993 | 40.850.000  | Jurij Lohwyn |
| № 48 Mi 108    |      | Schnitter aus der Region Tscherkassy: Die drei Frauen ernten mit Sicheln Weizen. | 200 Karbowanez | 18. Dez. 1993 | 10.225.000  | Jurij Lohwyn |
| № 49 Mi 109    |      | Hirte mit einer Schafherde im Süden der Ukraine in Tawrija: Er trägt gewöhnliche Kleidung, eine Pelzmütze und einen Hirtenstab. Dabei spielt er Flöte. Am Horizont ist ein Hügel mit einem „Steinweib“. | 300 Karbowanez | 18. Dez. 1993 | 10.325.000  | Jurij Lohwyn |
| № 50 Mi 110    |      | Schnitter aus der Region Tscherkassy: Die drei Frauen ernten mit Sicheln Weizen. | 500 Karbowanez | 18. Dez. 1993 | 10.375.000  | Jurij Lohwyn |